# Peel Sessions (álbum de The Smashing Pumpkins)
Peel Sessions es un EP lanzado en junio de 1992 por el grupo musical estadounidense The Smashing Pumpkins. Está conformado por tres canciones, grabadas el 8 de septiembre de 1991, por el programa de la BBC Radio 1 de John Peel. Estas grabaciones posteriormente aparecieron dentro del álbum recopilatorio Rarities and B-Sides.

## Lista de canciones
1. "Siva" – 4:59
2. "Girl Named Sandoz" – 3:38
3. "Smiley" – 3:31

"Girl Named Sandoz" es una referencia a los Laboratorios Sandoz, donde fue inventado el LSD. Esta canción, que originalmente es interpretada por The Animals, apareció posteriormente incluida en el álbum recopilatorio Pisces Iscariot.

## Personal
- Jimmy Chamberlin - Batería
- Billy Corgan - Voz, Guitarra
- Mike Engles - Ingeniero de sonido
- Dale Griffin - Productor
- James Iha - Guitarra
- Robin Marks - Ingeniero de sonido
- D'arcy Wretzky - Bajo